# Univers mirall
L'Univers mirall és l'escenari de diverses narratives de la franquícia de ciència-ficció Star Trek, un univers paral·lel que existeix al costat, però separat, de l'univers fictici que és l'escenari principal de Star Trek. S'assembla a l'univers principal de "Star Trek", però està poblat per dobles més violents i oportunistes de la seva gent. L'Univers Mirall ha estat visitat en un episodi de La sèrie original, cinc episodis de Star Trek: Deep Space Nine, un episodi de dues parts de Star Trek: Enterprise, una història teixida al llarg de la primera temporada de Star Trek: Discovery (continuant amb un personatge de l'Univers Mirall al repartiment principal de les temporades 2 i 3), i diverses obres no canòniques relacionades amb Star Trek. Porta el nom de "Mirall, mirall", l'episodi de la Sèrie original en què va aparèixer per primera vegada.

## Característiques
Els personatges de l'Univers Mirall són agressius, desconfiats i oportunistes per personalitat. Mentre que l'univers Star Trek representa un futur optimista en què la Federació Unida de Planetes, amb seu a la Terra, valora la pau, la cooperació i l'exploració, els episodis ambientats a l'Univers Mirall presenten l'Imperi Terrà autoritari dominat pels humans, que valora la guerra, el despotisme i la conquesta. Els humans de l'Univers Mirall són normalment coneguts com a "Terrans".
A Star Trek: Discovery, s'afirma que els humans de l'Univers Mirall pateixen de fotofòbia (sensibilitat a la llum).

## Aparicions a la televisió

### La sèrie original
L'Univers Mirall es va introduir per primera vegada a l'episodi original de Star Trek "Mirall, mirall", que presentava un Imperi brutal, gestionat per humans i els seus aliats vulcanians, en lloc de la Federació Unida de Planetes. El capità Kirk de l'ISS "Enterprise" va ser un assassí en massa que va ser ascendit a capità després d'assassinar el capità Christopher Pike. La disciplina a bord de les naus estel·lars s'aplicava mitjançant cabines d'agonia i agonitzadors que portaven els membres de la tripulació. Els oficials tenien un comportament bàrbar i ascendien de rang matant superiors que consideraven incompetents. Les Salutacions de l'Imperi Romà eren utilitzades pels membres de la tripulació per mostrar lleialtat al seu capità. El doble de Spock portava un masclet, que es va convertir en un tòpic de la cultura popular com a marcador visual per a una versió malvada d'un personatge.

#### Episodis
| Sèrie | #   | Títol               | Argument |
| ----- | --- | ------------------- | --- |
| TOS   | 204 | "Mirror, Mirror"    | Quatre membres de la tripulació de l'USS Enterprise intercanvien llocs amb els seus homòlegs de l'Univers Mirall i han de tornar a casa mentre eviten ser descoberts per la tripulació de l'Univers Mirall de l'Enterprise.                                                                             |
| TOS   | 309 | "La xarxa tholiana" | L'USS Defiant (NCC-1764) està atrapat en interfase a l'espai tholià i desapareix. No es mostren ni es mencionen elements de l'Univers Mirall en aquest episodi, però la seva connexió amb l'Univers Mirall es va establir retroactivament per l'episodi de Star Trek: Enterprise "In a Mirror, Darkly". |

### Deep Space Nine
L'Univers Mirall va ser revisitat posteriorment a l'episodi de la segona temporada Deep Space Nine "Crossover"; es va convertir en un arc argumental que es va allargar fins a la temporada final, amb cinc episodis de l'Univers Mirall al llarg de cinc temporades. La sèrie revela que quan es va exposar a individus de l'univers normal, l'Imperi Terrà va començar a reformar-se per a millor, però va ser enderrocat al segle XXIII per una aliança d'espècies alienígenes que van aprofitar l'autodebilitament de l'Imperi i el van conquerir, esclavitzant humans i vulcanians en el procés.

#### Episodis
| Sèrie | #   | Títol                       | Argument |
| ----- | --- | --------------------------- | --- |
| DS9   | 223 | "Crossover"                 | El Dr. Bashir i el Major Kira són transportats a l'Univers Mirall 100 anys després dels esdeveniments de "Mirall, mirall". Descobreixen que l'Imperi Terrà ha caigut i ha estat substituït per una Aliança de Klíngons, Cardassians i Bajorans i que els humans són esclaus. |
| DS9   | 319 | "Through the Looking Glass" | El O'Brien del mirall segresta el capità Sisko (la seva contrapart al Mirall és mort), i Sisko ha de fer-se passar per la seva difunta contrapart per salvar la versió mirall de la seva difunta esposa. |
| DS9   | 419 | "Shattered Mirror"          | Després que la Jennifer Sisko mirall segresti en Jake, el capità Sisko ha de viatjar a l'Univers Mirall per recuperar el seu fill. Mentre és allà, el Mirall O'Brien desitja que Sisko l'ajudi a preparar la seva versió del "Defiant" per a la batalla contra l'Aliança en el que podria significar llibertat per als humans. |
| DS9   | 608 | "Resurrection"              | La versió Mirall de Vedek Bareil arriba a DS9 mentre fuig de l'Aliança. La seva veritable raó per ser al seu univers és robar l'Orb Bajorà de la Profecia i el Canvi per a l'Intendent, la Kira del mirall. Tanmateix, abans de poder completar aquesta missió, canvia de consciència, convençut per Kira, deixa l'Orb enrere i torna a l'Univers Mirall amb l'Intendent. |
| DS9   | 712 | "The Emperor's New Cloak"   | El Gran Nagus Zek, líder financer de l'Aliança Ferengi, viatja a l'Univers Mirall per buscar més oportunitats financeres per a l'Aliança Ferengi i és capturat pel Regent Worf i l'Intendent Kira. Quark i Rom han de pagar un rescat d'un dispositiu de camuflatge per alliberar Zek, però el Regent Worf els empresona a tots en la seva missió per aixafar els rebels. Finalment escapen amb l'ajuda d'Ezri Mirall, i els yerrans i els seus aliats alienígenes capturen el Regent Worf, gairebé assegurant la victòria per a la seva rebel·lió. |

### Enterprise
Un episodi en dues parts de Star Trek: Enterprise, titulat "In a Mirror, Darkly", presenta els primers desenvolupaments de l'Univers Mirall. Aquest és el primer episodi que té lloc completament a l'Univers Mirall i en el qual no apareixen personatges de l'Univers Primer.

#### Episodis
| Sèrie | #   | Títol                         | Argument |
| ----- | --- | ----------------------------- | --- |
| ENT   | 418 | "In a Mirror, Darkly"         | La tripulació de l'ISS Enterprise (NX-01) descobreix que l'USS Defiant, una nau de 100 anys en el futur d'un univers alternatiu i vista per última vegada a l'episodi de la sèrie original "La xarxa tholiana", ha viatjat al seu univers a través d'una escletxa a l'espai. L' Enterprise és destruïda, però la seva tripulació supervivent utilitza la tecnologia millorada del Defiant per perseguir els seus atacants.             |
| ENT   | 419 | "In a Mirror, Darkly Part II" | La tripulació de l' Enterprise mirall troba el Defiant ple dels cadàvers dels seus antics tripulants que es van assassinar entre ells a causa dels efectes de la "interfase". L'Archer mirall planeja utilitzar el Defiant per prendre el control de l'Imperi Terrà. Tanmateix, és la Hoshi Sato mirall qui finalment amenaça d'utilitzar les armes del Defiant contra l'Emperador de l'Imperi Terrà i substituir-lo com a Emperadriu. |

### Discovery
La primera temporada de Star Trek: Discovery té una història relacionada amb l'Univers Mirall. El capità Gabriel Lorca, comandant de l'USS Discovery, es descobreix que és un habitant de l'Univers Mirall a causa de la seva intolerància a la llum brillant, un tret genètic comú a tots els humans de l'Univers Mirall.
El 2018, Comic Book Resources va classificar la saga de l'Univers Mirall de Discovery com la 18a millor història d'episodis de diverses parts de Star Trek.

#### Episodis
| Sèrie | #   | Títol                             | Argument |
| ----- | --- | --------------------------------- | --- |
| DSC   | 109 | "Into the Forest I Go"            | A l'escena final de l'episodi, l'USS Discovery es troba a l'Univers Mirall després d'un aparent mal funcionament del seu motor d'espores experimental. |
| DSC   | 110 | "Despite Yourself"                | La tripulació disfressa la seva nau com la seva contrapart de l'Univers Mirall, l'ISS Discovery. També descobreixen registres de l'USS Defiant i esperen utilitzar aquesta informació per trobar el camí de tornada a casa. S'hi acosta l'ISS Shenzhou, la versió de l'Univers Mirall de l'antiga nau de Michael Burnham, a bord de la qual Burnham puja en un esforç per obtenir més informació sobre l'USS Defiant. |
| DSC   | 111 | "The Wolf Inside"                 | Amb la forma del seu jo mirall, Burnham coneix les versions mirall de Voq i Sarek, que són líders de la resistència. L'ISS Shenzhou es troba amb l'Emperador Terrà, que es revela com la versió mirall de la mentora i excapitana difunta de Burnham, Philippa Georgiou. |
| DSC   | 112 | "Vaulting Ambition"               | Burnham porta al Capità Gabriel Lorca (ambdós aparentment disfressats dels seus contraparts mirall) a la Georgiou mirall a bord de l'ISS Charon, la nau insígnia terrana. Burnham s'adona que l'emperador Georgiou està arrufant els ulls amb llum brillant. Es revela que els humans de l'Univers Mirall són més reticents a la llum brillant que els seus contraparts de l'Univers Principal. Burnham s'adona que "Lorca" és, de fet, de l'Univers Mirall, i que l'ha estat manipulant a ella i a la resta de la tripulació de la "Discovery" tot aquest temps. |
| DSC   | 113 | "What's Past Is Prologue"         | Lorca i Georgiou lluiten pel control del Charon i l'Imperi Terran. Lorca mor i l'emperador Georgiou escapa al Discovery amb Burnham. |
| DSC   | 114 | "The War Without, The War Within" | El Discovery torna a l'Univers Principal, però supera el punt en el temps en què van marxar en nou mesos, durant els quals la Federació ha estat gairebé completament desbordada pels klíngons. Un almirall de la Flota Estel·lar autoritza la proposta de l'emperador Georgiou d'utilitzar túnels volcànics per destruir el món natal dels klíngons. Fet passar per la capitana Georgiou de l'Univers Principal, trobada miraculosament amb vida, l'emperador pren el comandament de la "Discovery". |
| DSC   | 115 | "Will You Take My Hand?"          | Burnham impedeix que l'emperador Georgiou dugui a terme els seus plans i es fa la pau amb els klíngons. En una escena extra revelada en una convenció després de l'emissió de l'episodi, es mostra l'Emperadora Georgiou sent reclutada per a la Secció 31. |
| DSC   | 309 | "Terra Firma, Part 1"             | Buscant una cura per a una malaltia causada pel seu desplaçament temporal i dimensional, Georgiou es troba amb un ésser anomenat Carl que la dirigeix cap a una porta. A l'altra banda, es troba de nou a l'Univers Mirall durant el seu regnat com a Emperadora de l'Imperi Terrà. Georgiou descobreix que el temps que ha passat amb "Discovery" l'ha canviat i utilitza el seu coneixement del passat per alterar certs esdeveniments. |
| DSC   | 310 | "Terra Firma Part 2"              | Georgiou espera liderar un Imperi Terrà millorat amb Burnham al seu costat, treballant juntes per caçar l'antic amant de Burnham, Gabriel Lorca, però això és una estratagema i Burnham aviat es gira contra Georgiou. Després d'una baralla, Georgiou mata Burnham abans de morir ella mateixa als braços de Saru. Torna a Dannus V, on Carl es revela com el Guardià de l'Eternitat. Diu que primer l'havia de posar a prova i que estava content de veure-la intentar canviar el destí de l'Imperi Terrà, creant una línia de temps alternativa de l'Univers Mirall. Georgiou s'acomiada de Burnham abans de viatjar a través del portal del Guardià. Envia Georgiou a un altre temps i lloc on sobreviurà. |
| DSC   | 505 | "Mirrors"                         | L'ISS Enterprise és trobada atrapada en un forat de cuc al segle XXXII per la tripulació de la Discovery. Segons una placa a la nau, el canceller Terrà va morir després que les seves reformes fracassessin i la tripulació de l' Enterprise es va amotinar i va fugir a l'univers principal amb refugiats que buscaven una nova vida. La tripulació va abandonar posteriorment la nau després de quedar atrapada al forat de cuc. Burnham i Cleveland Booker troben la següent pista a la seva recerca del tresor a la nau i treuen lEnterprise del forat de cuc amb l'ajuda de la Discovery. Posteriorment, Burnham fa enviar l'ISS Enterprise a la seu de la Federació per emmagatzemar-la i revela a Booker que, segons les bases de dades de la Federació, la major part de la tripulació va sobreviure i va trobar noves vides a l'univers principal. L'oficial científica júnior de lEnterprise, la Dra. Carmen Cho, es va unir a la Flota Estel·lar i va ascendir al rang d'Almirall, convertint-se en la persona que va deixar la pista a bord de la nau abandonada feia temps. |

### Prodigy
A la segona temporada de Star Trek: Prodigy, la tripulació de l'USS Protostar acaba a l'univers mirall després que una esquerda interfàsica divideixi l'USS Voyager-A en diverses realitats alternatives.
| Sèrie | #   | Títol            | Argument |
| ----- | --- | ---------------- | --- |
| PRO   | 214 | "Cracked Mirror" | L'any 2384, l'USS Protostar crea accidentalment una esquerda interfàsica, dividint l'USS Voyager-A en diverses realitats alternatives. El nivell del pont es troba a l'ISS Voyager-A a l'univers mirall, comandat per la contrapart de la vicealmirall Kathryn Janeway amb Chakotay com a primera oficial. En aquest punt, la Rebel·lió Terrans ha aconseguit enderrocar els klíngons i els cardassians i restaurar l'Imperi Terrà al poder. Amb el Teler envaint també l'univers mirall, Janeway permet a contracor que la tripulació de la Protostar utilitzi el plat deflector de la seva nau per segellar l'anomalia, restaurant tot a la normalitat. |

## Aparicions en altres mitjans
A més dels episodis de televisió, diverses obres auxiliars fan ús de l'ambientació de l'Univers Mirall. Aquestes obres poden contradir la continuïtat tal com s'estableix als episodis de televisió i no es consideren canòniques.

### Novel·les

#### Star Trek: Stargazer
La novel·la de Star Trek: Stargazer Three de Michael Jan Friedman fmostra l'univers mirall.

#### Dark Mirror
El llibre de Star Trek: la nova generació Dark Mirror, escrit per Diane Duane, ofereix una altra explicació del que va passar després que el capità Kirk i tres membres de la seva tripulació es trobessin amb l'Univers Mirall. A la novel·la, l'Imperi encara existeix al segle XXIV. El punt de divergència inicialment sembla ser les Guerres Eugenètiques on els superhomes genètics no van ser derrotats i finalment es van enfrontar entre ells, resultant en una guerra atòmica, però s'assenyalen obres que daten de l'època de l'antiga Grècia que donen suport a la mentalitat actual de l'Imperi.

#### Shatnervers
Diverses novel·les s'han ambientat a la versió Deep Space Nine de l'Univers Mirall, incloent-hi una trilogia de William Shatner, que revela el Kirk Mirall (o "Emperador Tiberius" com es diu a si mateix) encara és viu i conspira per reconquerir l'Imperi.

#### Star Trek: Mirror Universe
El 2007 es van publicar dues col·leccions d'històries de l'Univers Mirall: la primera, Glass Empires, inclou els miralls Enterprise, TOS i TNG i la segona, Obsidian Alliances, inclou mirall DS9, Voyager i New Frontier. The Sorrows of Empire, una expansió en forma de novel·la de la història homònima de David Mack a Glass Empires es va publicar el 2009.
Una tercera col·lecció, Shards and Shadows, es va publicar el gener de 2009. La història de l'Univers Mirall va concloure a la novel·la Rise Like Lions, publicada el novembre de 2011. Una altra història que té lloc a l'Univers Mirall, Section 31 - Disavowed, es va publicar a l'octubre de 2014.

### Jocs
Diversos jocs de Star Trek tenen lloc a l'Univers Mirall o hi fan referència. Entre ells, el joc de trets en primera persona Star Trek: Voyager – Elite Force, el videojoc multijugador massiu en línia Star Trek Online, el simulador de batalla Star Trek: Shattered Universe que està completament ambientat a l'Univers Mirall, el Joc de rol de Star Trek de Decipher i Star Trek: Attack Wing.

### Còmics
El concepte d'un univers moralment invertit havia estat pioner per DC Comics el 1964, tres anys abans que Star Trek adoptés la idea, a la història de la Lliga de la Justícia "Crisis on Earth-Three" escrita per Gardner Fox.
The Mirror Universe Saga és un còmic de butxaca que reimprimeix vuit números del còmic Star Trek de DC Comics (números 9-16) que narra una trobada entre l'Univers Mirall i l'Univers Principal. Està ambientat immediatament després dels esdeveniments de Star Trek 3: A la recerca de Spock. La sèrie va ser escrita per Mike W. Barr i dibuixada per Tom Sutton i Ricardo Villagrán. Aquesta versió postula que la divergència de la història comença en el moment de la Guerra Terrano-Romulana, amb la conquesta de la Terra pels romulans; després de l'alliberament de la Terra, la resistència es va convertir en un govern constructor d'imperi.
Del 2017 al 2018, IDW Publishing va publicar tres sèries limitades ambientades a l'Univers Mirall: Mirror Broken (2017), Through the Mirror (2018), i Terra Incognita (2018). Aquestes sèries es van centrar en Jean-Luc Picard i la tripulació de l'ISS Enterprise. Una nova sèrie limitada, titulada Mirror War, es va publicar per primera vegada el 2021. Segueix la conquesta galàctica en curs de Picard que atrau l'atenció de l'Aliança Klíngon-Cardassiana.

### Web sèries
La sèrie web produïda per fans Star Trek Continues incloïa un episodi ambientat a l'Univers Mirall anomenat "Fairest of Them All".